# Rip Van Winkle (film din 1921)

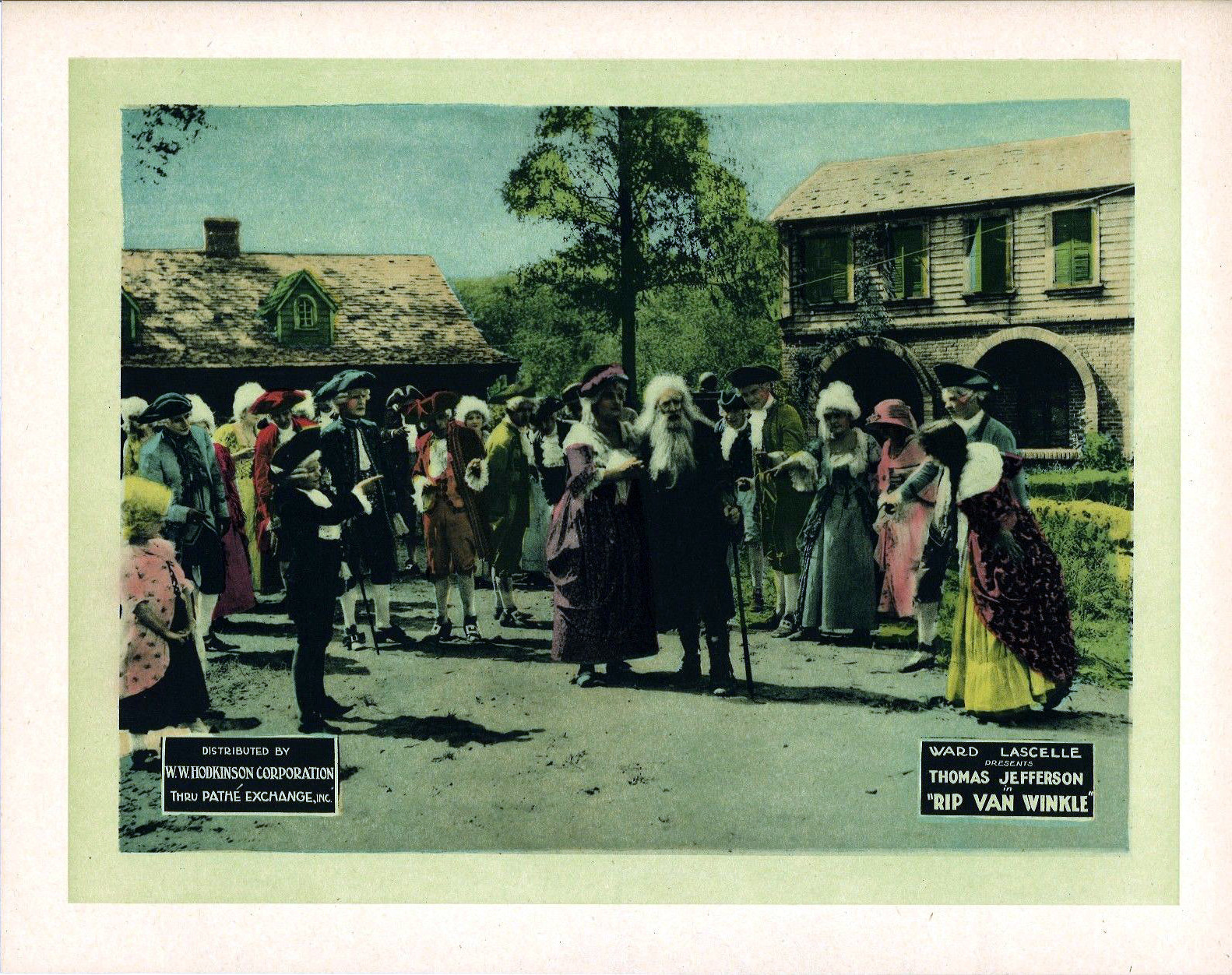
Rip Van Winkle (1921)

Rip Van Winkle este un film fantastic mut american din 1921, regizat de Edward Ludwig și cu Thomas Jefferson și Milla Davenport în rolurile principale. Este bazat pe povestirea din 1819, de multe ori ecranizată, a luiWashington Irving despre Rip Van Winkle⁠(d), care adoarme și se trezește 20 de ani mai târziu. Personajul a fost făcut celebru în secolul al XIX-lea de o piesă de teatru a tatălui lui Thomas Jefferson, Joseph Jefferson și deDion Boucicault. T. Jefferson a jucat în versiunea de lungmetraj din 1914 a poveștii, care a fost relansată în 1921, exact când acest film a avut premiera. Cu toate acestea, cele două nu trebuie confundate ca fiind același film, sunt două filme diferite cu același actor.

## Rezumat
După cum este descris într-o revistă de film, după ce a renunțat de mai multe ori la băutură fără niciun efect, Rip Van Winkle (Jefferson) este în sfârșit alungat din casă de soția sa Gretchen (Davenport).

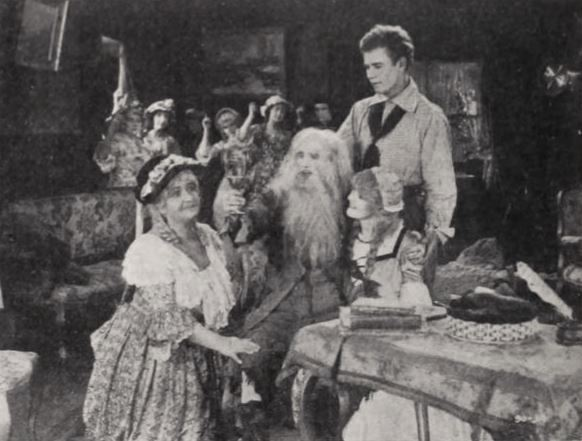
Imagine din film

În călătoria sa pe dealuri, el întâlnește un omuleț din Munții Catskill care are un butoi. După ce a băut din amestecul ciudat, urmează somnul lui Rip timp de douăzeci de ani. 
Când revine în satul său, totul și toată lumea s-a schimbat. Soția sa s-a căsătorit cu un om fără scrupule, Derrick Van Beckman (Sosso), care vânează proprietatea lui Van Winkle. Rip sosește exact la timp pentru a opri căsătoria forțată a fiicei sale Meenie (Daisy Jefferson) cu nepotul lui Derrick și își revendică pământul. 
Rip și Gretchen se împacă, iar Meenie se căsătorește cu iubitrea ei din copilărie, care a revenit după ce s-a crezut că s-a pierdut pe mare.

## Distribuție
- Thomas Jefferson⁠(d) - Rip Van Winkle
- Milla Davenport⁠(d) - Gretchen Van Winkle

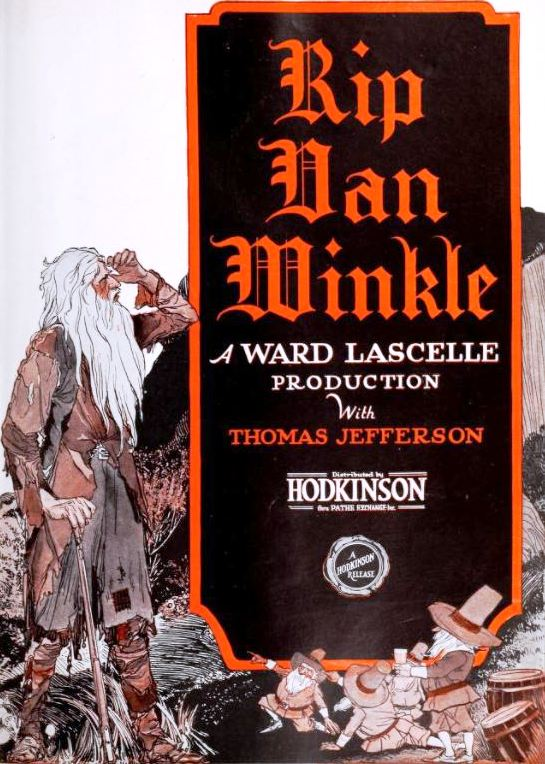
Afiș al filmului

- Daisy Jefferson - Meenie Van Winkle
- Gertrude Messinger⁠(d) - Meenie Van Winkle, în copilărie
- Pietro Sosso - Derrick Van Beckman
- Max Asher⁠(d) - Nick Vedder
- Francis Carpenter⁠(d) - Hendrick Vedder